# Recuit thermique rapide
Pour les articles homonymes, voir RTA.
 (janvier 2015).
Si vous disposez d'ouvrages ou d'articles de référence ou si vous connaissez des sites web de qualité traitant du thème abordé ici, merci de compléter l'article en donnant les références utiles à sa vérifiabilité et en les liant à la section « Notes et références ».

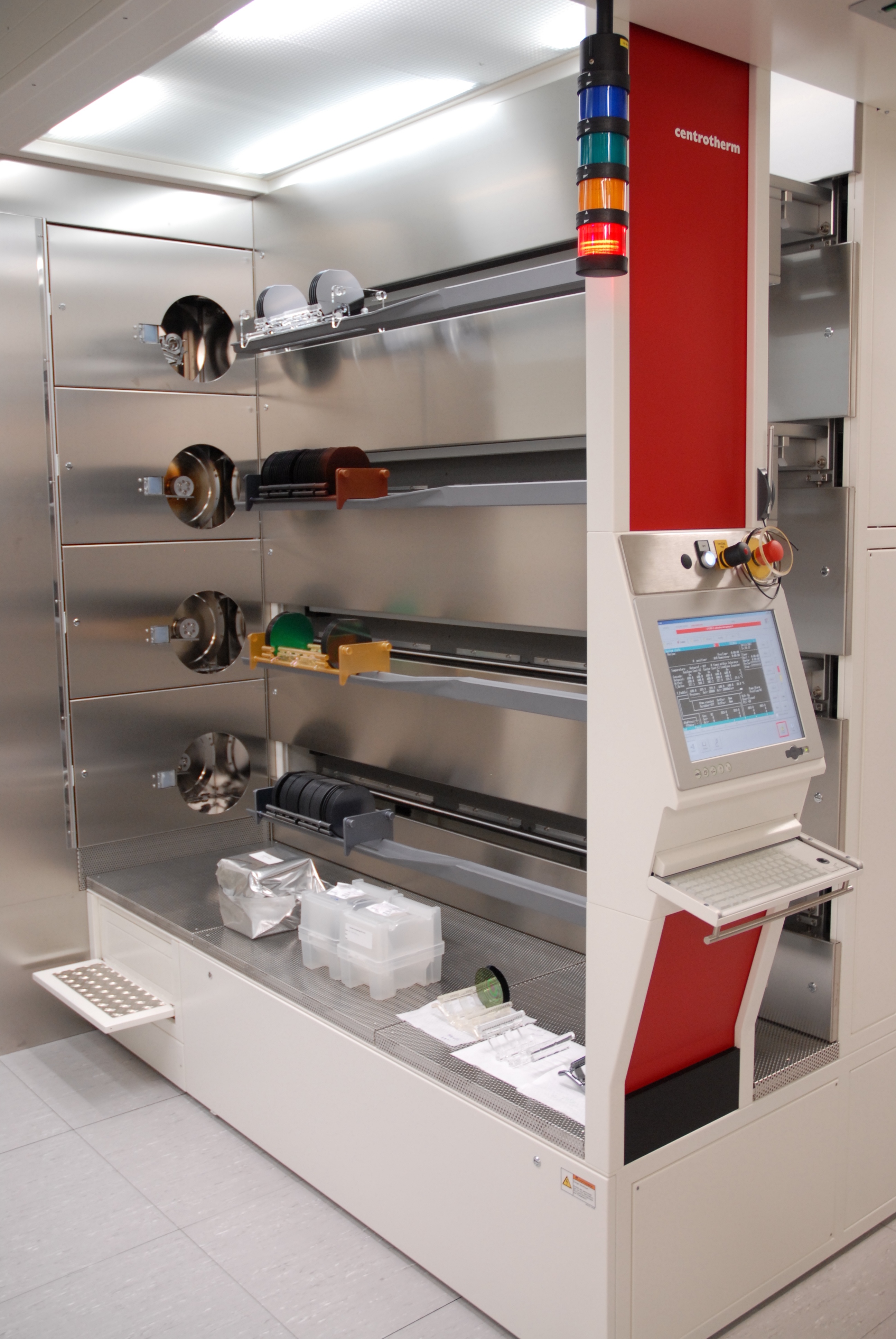
Fours de diffusion et d'oxydation thermique à la centrale de technologie du LAAS-CNRS à Toulouse, France.

Le recuit thermique rapide (sigle RTA en anglais) est un procédé de fabrication qui porte, par exemple, le wafer de silicium à haute température (jusqu'à 1 200 °C ou plus) dans un temps très court, quelques secondes.

## Procédé
Les wafers doivent être redescendus en température assez lentement, sinon ils se brisent à cause du choc thermique. De telles montées en température sont obtenues par des lampes à haute intensité ou par chauffage laser. Ces procédés sont utilisés dans une large variété d'applications dans la fabrication de semi-conducteurs incluant l'activation des dopants, l'oxydation thermique, la mise en forme de métaux et le dépôt par voie chimique.